# Amadeo Gabino

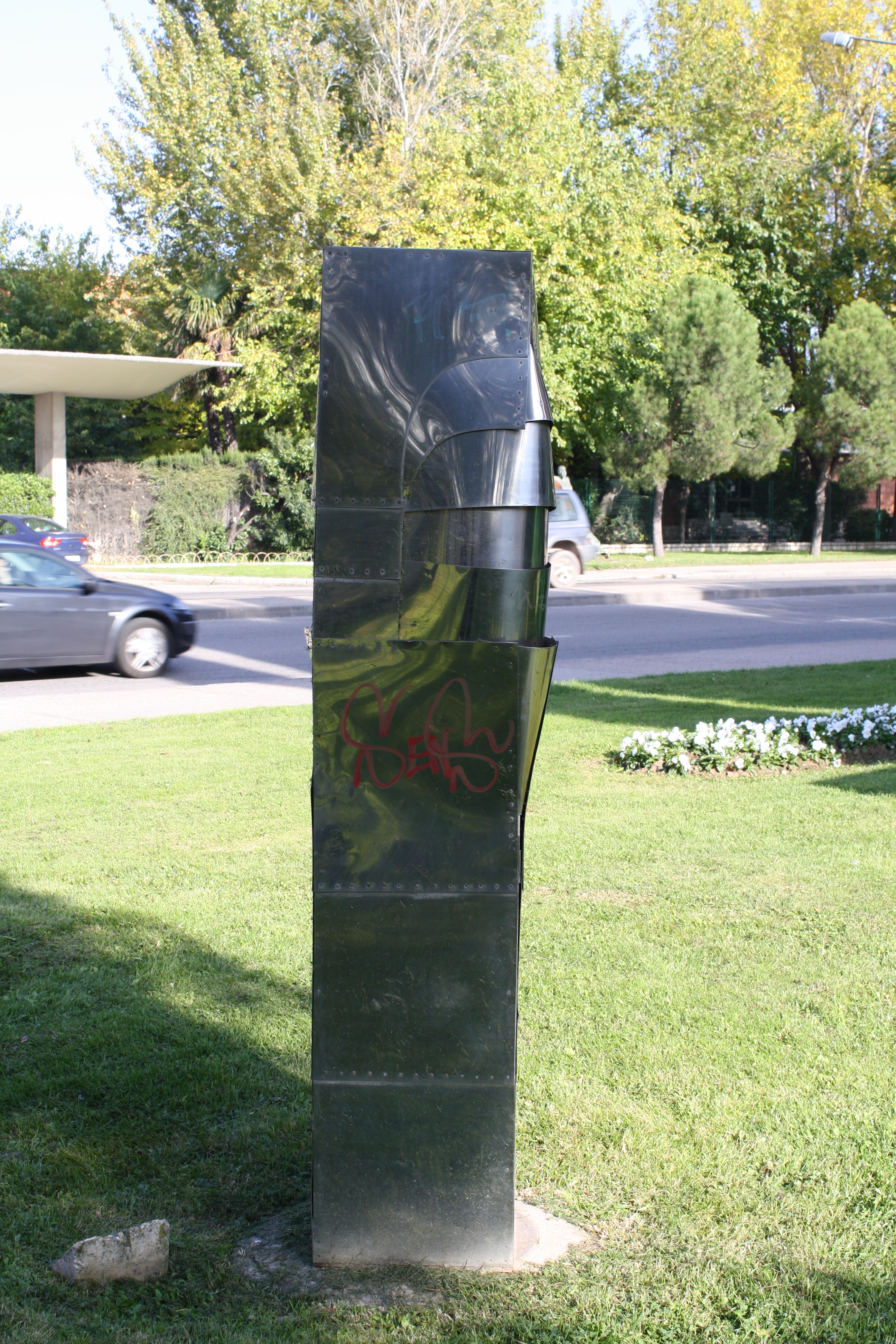
Obra en el Museo de Escultura al Aire Libre de Alcalá de Henares.

Amadeo Gabino (Valencia, 1922 - Madrid, 4 de junio de 2004) fue un pintor, escultor y grabador español.  Viajó y se formó en ciudades de Europa y en Nueva York, donde contactó con artistas vanguardistas de la época. Su obra abarca desde el realismo hasta la abstracción geométrica y el lenguaje tecnológico.

## Biografía
Amadeo Gabino inició su formación artística en 1939 en la Escuela Superior de Bellas Artes de San Carlos en Valencia. Antes de ello, había adquirido experiencia artística trabajando junto a su padre, el escultor Alfonso Gabino.
En los años que siguieron, Gabino tuvo varias becas que le permitieron residir en diferentes ciudades. Viajó a Roma en 1949, París en 1952, y posteriormente a Hamburgo y a Nueva York. En estos viajes tuvo la oportunidad de encontrarse con figuras reconocidas del arte vanguardista, incluidos Max Ernst, Liptchitz, Alexander Calder, Alexander Archipenko,Seymur Lipton,  y los escultores neohumanistas italianos Carlo Carrà, Giacomo Manzù y Marino Marini.
Gabino participó en exposiciones nacionales e internacionales y contribuyó en la instalación y diseño de pabellones para eventos, como la X Trienal de Milán en 1954 y la Expo 58 de Bruselas en 1958.
En sus viajes por ciudades europeas, se familiarizó con estilos artísticos distintos al realismo que había aprendido en la Escuela de San Carlos. Estas experiencias influenciaron su decisión, en diciembre de 1956, de colaborar en la fundación del Grupo Parpalló, un colectivo que introdujo diferentes enfoques en el contexto artístico de Valencia durante ese periodo.
En su trayectoria profesional y mediante el uso de nuevos materiales industriales, Gabino adoptó enfoques renovados en la escultura, produciendo piezas que evidenciaban tendencias tecnológicas y funcionales. Falleció el 4 de junio de 2004en Madrid.

## Obra
La obra de Amadeo Gabino experimentó diversas transformaciones a lo largo de su carrera. Su producción artística estuvo influenciada por movimientos vanguardistas del siglo XX y por corrientes como el arte metafísico, el dadaísmo y el futurismo, los cuales conoció en Italia. Su pieza denominada Bailarina muestra influencias de artistas tales como Marini y Manzú,mientras que sus monotípos, en los que se percibe la influencia de artistas como Mondrian y Malevich, presentan interacciones de líneas y colores que remiten a elementos como barcos y playas.
En la década de 1940, Gabino desarrolló una fase figurativa que con el tiempo se transformó en una abstracción geométrica, influenciada por sus desplazamientos por Europa y Norteamérica y por el movimiento constructivista de la década de 1960. Después de 1965, su producción artística se caracterizó por un lenguaje que reflejaba el interés por las formas tecnológicas y el cosmos, con piezas representativas de su trabajo como Saturno IV y Marte III. Con su estancia en Estados Unidos, la influencia de la tecnología y la búsqueda de una mayor precisión artística marcaron su obra.

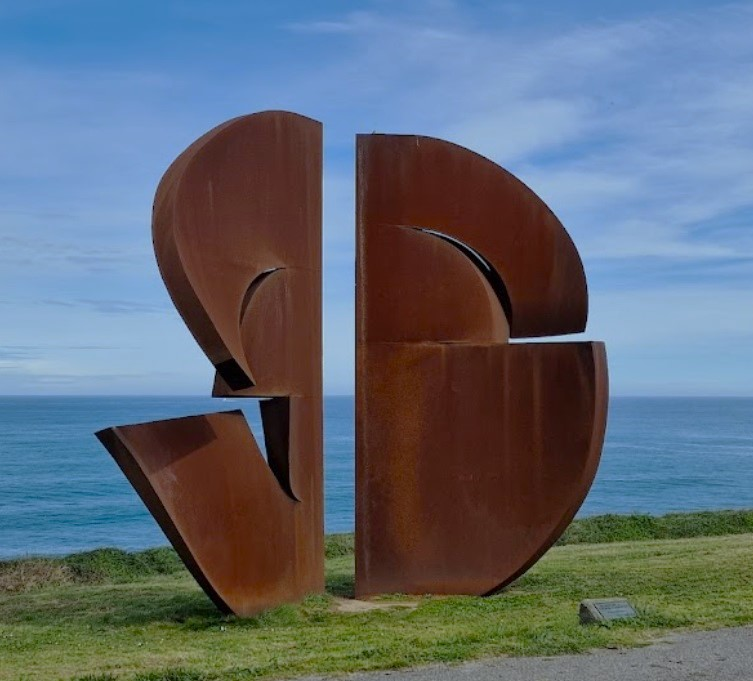
Ejemplo del uso artístico del acero corten en la obra de 1997 Homenaje a Galileo Galilei XV, en Gijón.

Las series Proliferaciones, Semáforos lunares y Atlantes dan cuenta de la diversidad de sus fuentes de inspiración. Un ejemplo de su habilidad para combinar arte con su entorno se encuentra en el mural situado en la presa de Castrelo, compuesto por planchas de aluminio en sintonía con el paisaje circundante, así como en sus estelas espaciales, torres rectangulares de más de 6 metros de altura. También realizó las nuevas puertas metálicas exteriores de la Casa del Cordón de Burgos que miran hacia la calle de Santander.
Algunas de las obras de Amadeo Gabino se encuentran en espacios públicos de Madrid y Tenerife:
- Museo de Escultura al Aire Libre de Alcalá de Henares,en Madrid.
- Museo de Escultura al Aire Libre de La Castellana, de Madrid con la obra titulada Estela de Venus.
- Parque Juan Carlos I, un espacio público en Madrid, que alberga la escultura Homenaje a Galileo Galilei.
- Parque Municipal García Sanabria en Santa Cruz de Tenerife, Canarias, donde se encuentra la escultura Estela Espacial.

## Premios
Amadeo Gabino recibió varios premios, entre ellos:
- Gran Premio, Bienal Ibero-Americana, La Habana, Cuba, 1953.
- Gran Premio en la X Milán Trienal, 1954.
- Premio Nacional del Diseño Industrial, Valencia, 1980.
- Premio Nacional de Impresión, Bienal Internacional Ibero-Americana, México, 1980.
- Premio de Honor en la VI Bienal Internacional del Deporte, Madrid, 1982
- Premio del Concurso Internacional de Escultura, Stadt Schwagisch, Hall, Alemania, 1987
- Premio Alfons Roig, Valencia, 1998.